# Garden Party (Rose)
Die Rosensorte Garden Party ist eine Teehybride, die 1959 von H.C. Swim gezüchtet wurde. Garden Party hat cremeweiße Blüten mit 25–28 Blütenblättern, die zartrosa Ränder aufweisen können.
Garden Party ist eine der Elternrosen von „Gold Medal“ und „Double Delight“.

## Auszeichnungen
- Bagatelle Gold Medal 1959
- All America Rose Selection 1960